# 브라티슬라바 2구

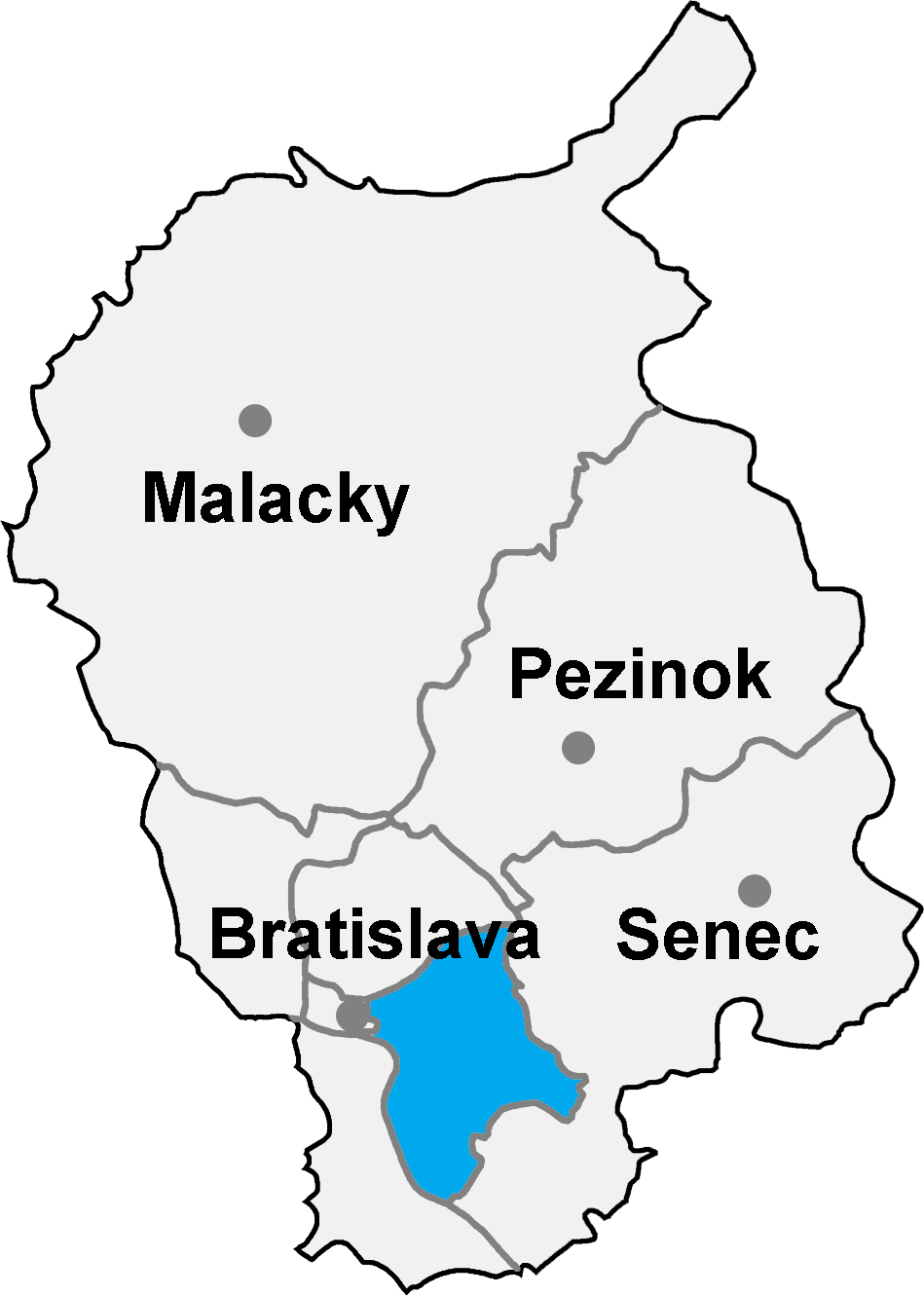
브라티슬라바 2구의 위치

브라티슬라바 2구(슬로바키아어: Okres Bratislava II)는 슬로바키아 브라티슬라바주를 구성하는 8개 구 가운데 하나로 면적은 92.49km2, 인구는 112,054명(2014년 기준), 인구 밀도는 1,211.53명/km2이다. 브라티슬라바에 속하는 3개 지방 자치체를 관할한다. 북쪽으로는 브라티슬라바 3구, 동쪽으로는 세네츠구, 남쪽과 서쪽으로는 브라티슬라바 5구, 북서쪽으로는 브라티슬라바 1구와 접한다.